# Karidja Touré
Karidja Touré (nacida el 14 de febrero de 1994) es una actriz francesa conocida por protagonizar la película Girlhood.

## Vida y carrera
Karidja Touré nació en el suburbio parisino de Bondy, Francia, hija de un agente inmobiliario y una cuidadora de niños. Ambos padres de Touré son de Costa de Marfil. Creció en el distrito 15 de París y es musulmana practicante.
Touré estaba en su primer año de un programa de asistente de dirección cuando un director de casting la descubrió mientras estaba en un parque de diversiones para la película Girlhood de Céline Sciamma. Por su trabajo en la película fue nominada a un premio César a la actriz más prometedora.
Hizo una audición para el papel de Storm en x-men: Apocalipsis, pero el papel finalmente fue para la actriz estadounidense Alexandra Shipp. En junio de 2015, apareció en el video musical del sencillo "Jeune (j'ai envie)" de Louane Emera.

## Filmografía

#### Largometrajes
- 2014 : Girlhood de Céline Sciamma: Marieme, alias «Vic»
- 2017 : Sage Femme de Martin Provost: Madame Naja
- 2017 : La Colle de Alexandre Castagnetti: Leila
- 2017 : Skokan de Petr Václav
- 2017 : Ce qui nous lie de Cédric Klapisch: Lina
- 2017 : Au bout des doigts de Ludovic Bernard: Anna
- 2018 : Tamara Vol.2 de Alexandre Castagnetti: Naima
- 2018 : L'Échappée de Mathias Pardo: Morgane
- 2020 : Tout nous sourit de Mélissa Drigeard: Yseult
- 2022 : Ima de Nils Tavernier